# Theodor Wittstein
Theodor Wittstein (auch: Theodor Ludwig Wittstein; * 5. November 1816 in Hann. Münden; † 1. März 1894 in Hannover) war ein deutscher Mathematiker, Gymnasiallehrer und Schulbuch-Autor.

## Leben
Theodor Wittstein wurde zu Beginn des Königreichs Hannover als Sohn eines in Hann. Münden tätigen Gymnasiallehrers geboren. Sein älterer Bruder Georg Christoph Wittstein wurde später Pharmazeut, Chemiker, Lehrer und Botaniker. Anfangs vorgebildet auf der Mündener Schule, besuchte er von 1832 bis 1836 zunächst in Hannover die dortige höhere Gewerbeschule, um sich für den Maschinenbau ausbilden zu lassen. Von 1839 bis 1842 studierte er an der Universität Göttingen vor allem Mathematik bei Carl Friedrich Gauß sowie die Fächer Philosophie und Physik.
1842 nahm Wittstein in der nunmehrigen Residenzstadt Hannover die Stelle eines Lehrers für Mathematik und Physik am städtischen Lyceum an, trat jedoch 1844 aus der Anstellung aus, da ihm für den Unterricht nur 300 Taler Gehalt gezahlt wurden. Ebenfalls 1844 promovierte er und begann seitdem schriftstellerisch tätig zu werden, behandelte zuerst die mathematische Psychologie von Johann Friedrich Herbart. Etwa zu diesem Zeitraum entstanden Wittsteins Vorbereitungen für sein Lehrbuch der Mathematik, das insbesondere in Österreich große Verbreitung fand.
Im Revolutionsjahr 1848 übernahm Wittstein die Stellung eines Lehrers für Mathematik und Geodäsie beim Königlichen Cadetten-Corps; unterrichtete drei Jahre später dann in der Königlich Hannoverschen Generalstabs-Akademie. Ebenfalls 1848 verfasste Wittstein seine Schrift An die hohe allgemeine Ständeversammlung des Königreichs Hannover. Ehrerbietige Vorstellung betreffend den Zustand unserer Gymnasien, doch die Eingabe war nicht von Erfolg gekrönt.
1848 übersetzte Wittstein als Herausgeber ein mehrbändiges Lehrbuch der Differential- und Integralrechnung und gab dem Werk auch eine erste Abhandlung der Methode der kleinsten Quadrate bei.
Aus dem Jahr 1851 hat sich ein handschriftlicher Brief Wittsteins an Alexander von Humboldt erhalten.
1852 übernahm Wittstein Unterrichtseinheiten an der städtischen Handelsschule zu Hannover. 1855 wurde ihm der Titel eines Professors verliehen. Im selben Jahr verlieh ihm König König Georg V. die von ihm gestiftete Gauss-Medaille, 1857 wurde Wittstein mit der Verleihung des Königlichen Guelphen-Ordens vierter Klasse geehrt. Schließlich wurde ihm 1862 die Goldene Ehrenmedaille für Kunst und Wissenschaft verliehen.
1866 gab Theodor Wittstein seine Lehrtätigkeit auf und trat in die Hannoversche Lebensversicherungs-Anstalt ein, übernahm 1870 deren Geschäftsleitung und führte das Unternehmen bis 1889.
Ebenfalls 1866 war Wittstein Bevollmächtigter der Europäischen Gradmessung. Er verfasste im selben Jahr das Vorwort zu Oscar Schreibers Theorie der Projectionsmethode der Hannoverschen Landesvermessung und wird als Schreibers Berater angesehen.
Der Mathematiker und Versicherungsdirektor hatte unterdessen die Bezeichnung „mathematische Statistik“ erfunden und veröffentlichte 1867 eines seiner Hauptwerke unter dem Titel Mathematische Statistik und deren Anwendung auf National-Ökonomie und Versicherungs-Wissenschaft.
Im September 1868 gab der Mathematiker Wittstein das von dem Geodäten Carl Friedrich Gauß verfasste Allgemeine Koordinaten-Verzeichniss als Ergebnis der Hannoverschen Landesvermessung aus den Jahren 1821 bis 1844 heraus, das laut dem Untertitel „zum Zwecke der Benutzung bei den Vermessungsarbeiten zur Vorbereitung der anderweiten Regelung der Grundsteuer“ 1868 bei Wilhelm Riemschneider abgedruckt wurde.
Am 24. Januar 1874 referierte Wittstein im Hannoverschen Künstlerverein in einer dann publizierten Schrift über den Goldenen Schnitt und dessen Anwendung in der Kunst.
Das Adressbuch Hannover für 1894 verzeichnete den letzten Wohnsitz des Prof. Dr. phil. im Parterre des Hauses Wilhelmstraße 10.

## Schriften (Auswahl)
- Neue Behandlung des mathematisch-psychologischen Problems von der Bewegung einfacher Vorstellungen, welche nach einander in die Seele eintreten. Zugleich als Beitrag zu einer schärfern Begründung der mathematischen Psychologie Herbart's, Hannover, 1845; Digitalisat der der Bayerischen Staatsbibliothek (BSB)
- An die hohe allgemeine Ständeversammlung des königreichs Hannover : Ehrerbietige Vorstellung betreffend den Zustand unserer Gymnasien, Hannover: Culemann, 1848
- Claude Louis Marie Henri Navier, Ludwig Mejer, Theodor Wittstein: Lehrbuch der Differential- und Integralrechnung. Mit Zusätzen von Liouville. Deutsch herausgegeben und mit einer Abhandlung der Methode der kleinsten Quadrate begleitet von Theodor Wittstein, Band 1: Hannover: Hahn, 1848–49; Digitalisat über die Österreichische Nationalbibliothek
- Die Perseiden [o. O.], 1852
- Louis Navier, Theodor Wittstein: Die höhere Mechanik, deutsch von B. Mejer, 2. Auflage, Hannover: Hahn 1858
- Kurzer Abriß der Elementar-Mathematik. Zum Gebrauch für den Unterricht und bei Repetitionen, zweite Auflage, Hannover: Hahn’sche Hofbuchhandlung, 1858; Digitalisat über die Staats- und Universitätsbibliothek Göttingen (SUB)
- Zur geographischen Länge von Göttingen, in: Astronomical Notes. Astronomische Nachrichten, Jahrgang 52, Ausgabe 12, 1860
- Über die Berechnung der Ablösung von Bauverpflichtungen durch Capital oder Rente, Hannover, 1861.
- Siebenstellige Gaussische Logarithmen zur Auffindung des Logarithmus der Summe oder Differenz zweier Zahlen, deren Logarithmen gegeben sind ; ein Supplement zu jeder gewöhnlichen Tafel siebenstelliger Logarithmen = Logarithmes de Gauss à sept décimale, Hannover: Hahn 1866
- Ueber eine allgemeine Formel zur Bestimmung des Schwerpunctes von Körpern. Eine Folgerung aus der Lehre über das Wittstein'sche Prismatoid, Hamburg, Leipzig [printed], 1866.
- Vorwort zu Oscar Schreiber: Theorie der Projectionsmethode der Hannoverschen Landesvermessung von Oscar Schreiber, Hauptmann vom Königlichen 1. Jäger-Bataillon, Hannover 1866[5]
- Mathematische Statistik und deren Anwendung auf National-Ökonomie und Versicherungs-Wissenschaft, Hannover: Hahn, 1867; Digitalisat der Technischen Informationsbibliothek
- Die „Ausgleichung beobachteter Richtungen“ und die Königlich Preussische Landestriangulation, in: Astronomische Nachrichten, volume 69, no. 21 (1867): p. 321–328
- Theodor Wittstein (Hrsg.); Allgemeines Koordinaten-Verzeichniss als Ergebnis der Hannoverschen Landesvermessung aus den Jahren 1821 bis 1844. Abgedruckt zum Zwecke der Benutzung bei den Vermessungsarbeiten zur Vorbereitung der anderweiten Regelung der Grundsteuer, Hannover: Druck von Wilh. Riemschneider, 1868; Digitalisat der SUB Göttingen
- Der goldene Schnitt und die Anwendung desselben in der Kunst. Mit einer lithographirten Tafel, Hannover: Druck von Wilh. Riemschneider, 1874; Digitalisat der BSB
- Gedächtnissrede auf Carl Friedrich Gauss zur Feier des 30. April 1877, Hannover 1877. Hahn’sche Buchhandlung; Digitalisat der Technischen Universität Braunschweig
- Lehrbuch der Elementar-Mathematik
  - Zweiter Band, Zweite Abtheilung: Stereometrie, Vierte Auflage, Hannover: Hahn’sche Hofbuchhandlung, 1877; Digitalisat
  - Dritter Band, Zweite Abtheilung: Analytische Geometrie, Zweite Auflage, Hannover: Hahn’sche Hofbuchhandlung, 1886; Digitalisat
- Das mathematische Gesetz der Sterblichkeit, Hannover: Druck von Wilh Riemschneider, 1881
  - The Mathematical Law of Mortality (in englischer Sprache), in: Journal of the Institute of Actuaries and Assurance Magazine, vol 24 no. 3, p. 153–173; and further vol. 33 no. 5 p. 399–411
- Der Streit zwischen Glauben und Wissenschaft. Auf Grundlage der Lehre David Hume's und der Wahrscheinlichkeitsrechnung, Hannover: Hahnsche Buchhandlung, 1884.
- Das mathematische Risiko der Versicherungs-Gesellschaften sowie aller auf dem Spiele des Zufalls beruhenden Institute, von Theodor Wittstein, ..., Hannover: Hahn, 1885.
- Die physikalische Theorie der Musik und Helmholtz' Lehre von den Tonempfindung, Hannover, 1887
- Vier Briefe aus Samoa und die Bedeutung überseeischer Kolonien für die fortschreitende heutige Wissenschaft, an einem Beispiele nachgewiesen, von Theodor Wittstein, ..., Hannover: Hahn, 1889.
- Planimetrie, Achtzehnte Auflage, Hannover: Hahn, 1899
- Das Prismatoid. Eine Erweiterung der elementaren Stereometrie, Forgotten Books, 2015.

## Archivalien
Archivalien von und über Theodor Wittstein finden sich beispielsweise
- als Manuskript von Wittstein aus Hannover vom 7. April 1849 an Carl Friedrich Gauss im Archiv der SUB Göttingen, Nachlass Carl Friedrich Gauss: Briefe an Gauss, Archivsignatur Cod. Ms. Gauß Briefe A: Wittstein 8[17]